# Haematopota marginata
Haematopota marginata är en tvåvingeart som beskrevs av Ricardo 1911. Haematopota marginata ingår i släktet Haematopota och familjen bromsar. Inga underarter finns listade i Catalogue of Life.